# Course en ligne masculine des moins de 23 ans aux championnats du monde de cyclisme sur route 2024
La course en ligne masculine des moins de 23 ans aux championnats du monde de cyclisme sur route 2024 a lieu le vendredi 27 septembre 2024 entre Uster et Zurich, en Suisse, sur une distance de 173,6 kilomètres.
La course est remportée par l'Allemand Niklas Behrens, qui bat au sprint le Slovaque Martin Svrček. Le Belge Alec Segaert prend la médaille de bronze. 

## Parcours
Partant d'Uster dans le canton de Zurich, le parcours fait le tour du lac de Greifen, revient à Uster puis rejoint Zurich pour un premier passage sur la ligne après 65 kilomètres. Ensuite les coureurs accomplissent quatre fois le circuit local d'une longueur de 26,850 km et d'un dénivelé de 409 mètres. Ce circuit vallonné comporte plusieurs montées comme, après 2 kilomètres, la Zürichbergstrasse, une côte de 800 mètres à une moyenne de 8,6 % se terminant par un court passage à 15,9 %. La côte suivante est la Witikonerstrasse, une côte de 1 kilomètre à une moyenne de 8 %. La fin de ce circuit est plate et longe le lac de Zurich avant de rentrer en ville.

## Classement
| Rang                               | Cycliste         | Pays            | Temps           |
| ---------------------------------- | ---------------- | --------------- | --------------- |
| Médaille d'or, Coupe du Monde      | Niklas Behrens   | Allemagne       | 3 h 57 min 24 s |
| Médaille d'argent, Coupe du Monde  | Martin Svrček    | Slovaquie       | + 0 s           |
| Médaille de bronze, Coupe du Monde | Alec Segaert     | Belgique        | + 28 s          |
| 4                                  | Jan Christen     | Suisse          | + 39 s          |
| 5                                  | Joseph Blackmore | Grande-Bretagne | + 46 s          |
| 6                                  | Isaac Del Toro   | Mexique         | + 46 s          |
| 7                                  | Jarno Widar      | Belgique        | + 50 s          |
| 8                                  | Tibor Del Grosso | Pays-Bas        | + 1 min 25 s    |
| 9                                  | Iván Romeo       | Espagne         | + 2 min 27 s    |
| 10                                 | Igor Arrieta     | Espagne         | + 2 min 45 s    |

## Liste des participants
| France espoirs FRA | France espoirs FRA | France espoirs FRA |
| ------------------ | ------------------ | ------------------ |
| Num                | Coureur            | Pos                |
| 1                  | Ewen Costiou       |                    |
| 2                  | Thibaud Gruel      |                    |
| 3                  | Noa Isidore        |                    |
| 4                  | Clément Izquierdo  |                    |
| 5                  | Brieuc Rolland     |                    |
| 6                  | Pierre Thierry     |                    |

| Grande-Bretagne espoirs GBR | Grande-Bretagne espoirs GBR | Grande-Bretagne espoirs GBR |
| --------------------------- | --------------------------- | --------------------------- |
| Num                         | Coureur                     | Pos                         |
| 7                           | Joseph Blackmore            |                             |
| 8                           | Matthew Brennan             |                             |
| 9                           | Robert Donaldson            |                             |
| 10                          | Oliver Stockwell            |                             |
| 11                          | Louis Sutton                |                             |
| 12                          | Callum Thornley             |                             |

| Danemark espoirs DEN | Danemark espoirs DEN    | Danemark espoirs DEN |
| -------------------- | ----------------------- | -------------------- |
| Num                  | Coureur                 | Pos                  |
| 13                   | Kasper Andersen         |                      |
| 14                   | Simon Dalby             |                      |
| 15                   | Emil Schandorff Iwersen |                      |
| 16                   | Morten Nørtoft          |                      |
| 17                   | Henrik Pedersen         |                      |
| 18                   | Rasmus Søjberg          |                      |

| Luxembourg espoirs LUX | Luxembourg espoirs LUX | Luxembourg espoirs LUX |
| ---------------------- | ---------------------- | ---------------------- |
| Num                    | Coureur                | Pos                    |
| 19                     | Alexandre Kess         |                        |
| 20                     | Mathieu Kockelmann     |                        |
| 21                     | Mil Morang             |                        |
| 22                     | Noé Ury                |                        |
| 23                     | Arno Wallenborn        |                        |
| 24                     | Mats Wenzel            |                        |

| Belgique espoirs BEL | Belgique espoirs BEL  | Belgique espoirs BEL |
| -------------------- | --------------------- | -------------------- |
| Num                  | Coureur               | Pos                  |
| 25                   | Aaron Dockx           |                      |
| 26                   | William Junior Lecerf |                      |
| 27                   | Robin Orins           |                      |
| 28                   | Alec Segaert          |                      |
| 29                   | Emiel Verstrynge      |                      |
| 30                   | Jarno Widar           |                      |

| Espagne espoirs ESP | Espagne espoirs ESP | Espagne espoirs ESP |
| ------------------- | ------------------- | ------------------- |
| Num                 | Coureur             | Pos                 |
| 31                  | Igor Arrieta        |                     |
| 32                  | Jaume Guardeño      |                     |
| 33                  | Iker Mintegi        |                     |
| 34                  | Iván Romeo          |                     |
| 35                  | Pablo Torres Arias  |                     |

| Pays-Bas espoirs NED | Pays-Bas espoirs NED | Pays-Bas espoirs NED |
| -------------------- | -------------------- | -------------------- |
| Num                  | Coureur              | Pos                  |
| 36                   | Huub Artz            |                      |
| 37                   | Tibor Del Grosso     |                      |
| 38                   | Menno Huising        |                      |
| 39                   | Wessel Mouris        |                      |
| 40                   | Darren van Bekkum    |                      |

| Italie espoirs ITA | Italie espoirs ITA      | Italie espoirs ITA |
| ------------------ | ----------------------- | ------------------ |
| Num                | Coureur                 | Pos                |
| 41                 | Francesco Busatto       |                    |
| 42                 | Davide De Pretto        |                    |
| 43                 | Florian Samuel Kajamini |                    |
| 44                 | Pietro Mattio           |                    |
| 45                 | Giulio Pellizzari       |                    |

| Suisse espoirs SUI | Suisse espoirs SUI       | Suisse espoirs SUI |
| ------------------ | ------------------------ | ------------------ |
| Num                | Coureur                  | Pos                |
| 46                 | Ilian Alexandre Barhoumi |                    |
| 47                 | Fabio Christen           |                    |
| 48                 | Jan Christen             |                    |
| 49                 | Arnaud Tendon            |                    |
| 50                 | Fabian Weiss             |                    |

| Kazakhstan espoirs KAZ | Kazakhstan espoirs KAZ | Kazakhstan espoirs KAZ |
| ---------------------- | ---------------------- | ---------------------- |
| Num                    | Coureur                | Pos                    |
| 52                     | Andrey Remkhe          |                        |
| 53                     | Rudolf Remkhi          |                        |
| 54                     | Nicolas Vinokourov     |                        |

| Colombie espoirs COL | Colombie espoirs COL | Colombie espoirs COL |
| -------------------- | -------------------- | -------------------- |
| Num                  | Coureur              | Pos                  |
| 56                   | Jaider Muñoz         |                      |

| Portugal espoirs POR | Portugal espoirs POR | Portugal espoirs POR |
| -------------------- | -------------------- | -------------------- |
| Num                  | Coureur              | Pos                  |
| 59                   | Daniel Lima          |                      |
| 60                   | Lucas Lopes          |                      |
| 61                   | Alexandre Montez     |                      |
| 62                   | António Morgado      |                      |
| 63                   | Gonçalo Tavares      |                      |

| Pologne espoirs POL | Pologne espoirs POL | Pologne espoirs POL |
| ------------------- | ------------------- | ------------------- |
| Num                 | Coureur             | Pos                 |
| 64                  | Mateusz Gajdulewicz |                     |
| 65                  | Kacper Gieryk       |                     |
| 66                  | Filip Gruszczyński  |                     |

| Tchéquie espoirs CZE | Tchéquie espoirs CZE | Tchéquie espoirs CZE |
| -------------------- | -------------------- | -------------------- |
| Num                  | Coureur              | Pos                  |
| 67                   | Matyáš Kopecký       |                      |
| 68                   | Pavel Novák          |                      |
| 69                   | Tomáš Přidal         |                      |
| 70                   | Daniel Vysočan       |                      |

| Émirats arabes unis UAE | Émirats arabes unis UAE | Émirats arabes unis UAE |
| ----------------------- | ----------------------- | ----------------------- |
| Num                     | Coureur                 | Pos                     |
| 71                      | Mohammad Al Mutaiwei    |                         |
| 72                      | Abdulla Jasim Al-Ali    |                         |

| Australie espoirs AUS | Australie espoirs AUS | Australie espoirs AUS |
| --------------------- | --------------------- | --------------------- |
| Num                   | Coureur               | Pos                   |
| 73                    | Fergus Browning       |                       |
| 74                    | Alastair Mackellar    |                       |
| 75                    | Luke Tuckwell         |                       |

| Norvège espoirs NOR | Norvège espoirs NOR     | Norvège espoirs NOR |
| ------------------- | ----------------------- | ------------------- |
| Num                 | Coureur                 | Pos                 |
| 76                  | Eirik Vang Aas          |                     |
| 77                  | Jonas Høydahl           |                     |
| 78                  | Johannes Kulset         |                     |
| 79                  | Jørgen Nordhagen        |                     |
| 80                  | Embret Svestad-Bårdseng |                     |

| Canada espoirs CAN | Canada espoirs CAN | Canada espoirs CAN |
| ------------------ | ------------------ | ------------------ |
| Num                | Coureur            | Pos                |
| 81                 | Quentin Cowan      |                    |
| 83                 | Michael Leonard    |                    |
| 84                 | Jonas Walton       |                    |

| Allemagne espoirs GER | Allemagne espoirs GER | Allemagne espoirs GER |
| --------------------- | --------------------- | --------------------- |
| Num                   | Coureur               | Pos                   |
| 85                    | Niklas Behrens        |                       |
| 86                    | Julian Borresch       |                       |
| 87                    | Emil Herzog           |                       |
| 88                    | Tim Torn Teutenberg   |                       |
| 89                    | Ole Theiler           |                       |

| Iran espoirs IRI | Iran espoirs IRI | Iran espoirs IRI |
| ---------------- | ---------------- | ---------------- |
| Num              | Coureur          | Pos              |
| 90               | Ali Labib        |                  |

| Slovaquie espoirs SVK | Slovaquie espoirs SVK  | Slovaquie espoirs SVK |
| --------------------- | ---------------------- | --------------------- |
| Num                   | Coureur                | Pos                   |
| 91                    | Dominik Dunár          |                       |
| 93                    | Richard Riška          |                       |
| 94                    | Matthias Schwarzbacher |                       |
| 95                    | Martin Svrček          |                       |

| Slovénie espoirs SLO | Slovénie espoirs SLO | Slovénie espoirs SLO |
| -------------------- | -------------------- | -------------------- |
| Num                  | Coureur              | Pos                  |
| 96                   | Gal Glivar           |                      |
| 97                   | Jaka Marolt          |                      |
| 98                   | Anže Ravbar          |                      |

| Autriche espoirs AUT | Autriche espoirs AUT | Autriche espoirs AUT |
| -------------------- | -------------------- | -------------------- |
| Num                  | Coureur              | Pos                  |
| 99                   | Alexander Hajek      |                      |
| 100                  | Philipp Hofbauer     |                      |
| 101                  | Sebastian Putz       |                      |
| 102                  | Marco Schrettl       |                      |

| Israël espoirs ISR | Israël espoirs ISR | Israël espoirs ISR |
| ------------------ | ------------------ | ------------------ |
| Num                | Coureur            | Pos                |
| 103                | Emry Faingezicht   |                    |

| Suède espoirs SWE | Suède espoirs SWE | Suède espoirs SWE |
| ----------------- | ----------------- | ----------------- |
| Num               | Coureur           | Pos               |
| 104               | Carl Kagevi       |                   |
| 105               | Edvin Lovidius    |                   |
| 106               | Jakob Söderqvist  |                   |

| Maurice espoirs MRI | Maurice espoirs MRI   | Maurice espoirs MRI |
| ------------------- | --------------------- | ------------------- |
| Num                 | Coureur               | Pos                 |
| 107                 | Aurélien de Comarmond |                     |

| Estonie espoirs EST | Estonie espoirs EST | Estonie espoirs EST |
| ------------------- | ------------------- | ------------------- |
| Num                 | Coureur             | Pos                 |
| 109                 | Frank Aron Ragilo   |                     |

| Tunisie espoirs TUN | Tunisie espoirs TUN | Tunisie espoirs TUN |
| ------------------- | ------------------- | ------------------- |
| Num                 | Coureur             | Pos                 |
| 110                 | Mohamed Aziz Dellai |                     |

| Éthiopie espoirs ETH | Éthiopie espoirs ETH | Éthiopie espoirs ETH |
| -------------------- | -------------------- | -------------------- |
| Num                  | Coureur              | Pos                  |
| 115                  | Kiya Rogora          |                      |

| Chili espoirs CHI | Chili espoirs CHI | Chili espoirs CHI |
| ----------------- | ----------------- | ----------------- |
| Num               | Coureur           | Pos               |
| 116               | Héctor Quintana   |                   |
| 117               | Vicente Rojas     |                   |

| Ouzbekistan espoirs UZB | Ouzbekistan espoirs UZB | Ouzbekistan espoirs UZB |
| ----------------------- | ----------------------- | ----------------------- |
| Num                     | Coureur                 | Pos                     |
| 118                     | Nikita Tsvetkov         |                         |

| Uruguay espoirs URU | Uruguay espoirs URU | Uruguay espoirs URU |
| ------------------- | ------------------- | ------------------- |
| Num                 | Coureur             | Pos                 |
| 122                 | Ciro Pérez          |                     |

| Costa Rica espoirs CRC | Costa Rica espoirs CRC | Costa Rica espoirs CRC |
| ---------------------- | ---------------------- | ---------------------- |
| Num                    | Coureur                | Pos                    |
| 125                    | Dylan Jiménez          |                        |
| 126                    | Donovan Ramírez        |                        |

| Érythrée espoirs ERI | Érythrée espoirs ERI | Érythrée espoirs ERI |
| -------------------- | -------------------- | -------------------- |
| Num                  | Coureur              | Pos                  |
| 127                  | Awet Aman            |                      |
| 129                  | Aklilu Arefayne      |                      |

| Brésil espoirs BRA | Brésil espoirs BRA | Brésil espoirs BRA |
| ------------------ | ------------------ | ------------------ |
| Num                | Coureur            | Pos                |
| 132                | Andrey Braguini    |                    |

| Finlande espoirs FIN | Finlande espoirs FIN | Finlande espoirs FIN |
| -------------------- | -------------------- | -------------------- |
| Num                  | Coureur              | Pos                  |
| 135                  | Axel Källberg        |                      |

| Lettonie espoirs LAT | Lettonie espoirs LAT   | Lettonie espoirs LAT |
| -------------------- | ---------------------- | -------------------- |
| Num                  | Coureur                | Pos                  |
| 136                  | Kristiāns Belohvoščiks |                      |

| Grèce espoirs GRE | Grèce espoirs GRE   | Grèce espoirs GRE |
| ----------------- | ------------------- | ----------------- |
| Num               | Coureur             | Pos               |
| 137               | Nikifóros Arvanítou |                   |

| Bermudes espoirs BER | Bermudes espoirs BER | Bermudes espoirs BER |
| -------------------- | -------------------- | -------------------- |
| Num                  | Coureur              | Pos                  |
| 138                  | Nicholas Narraway    |                      |

| Chine espoirs CHN | Chine espoirs CHN | Chine espoirs CHN |
| ----------------- | ----------------- | ----------------- |
| Num               | Coureur           | Pos               |
| 141               | Sun Changsheng    |                   |

| Athlètes individuels neutres AIN | Athlètes individuels neutres AIN | Athlètes individuels neutres AIN |
| -------------------------------- | -------------------------------- | -------------------------------- |
| Num                              | Coureur                          | Pos                              |
| 143                              | Egor Igoshev (RUS)               |                                  |

| Mexique espoirs MEX | Mexique espoirs MEX   | Mexique espoirs MEX |
| ------------------- | --------------------- | ------------------- |
| Num                 | Coureur               | Pos                 |
| 146                 | Isaac Del Toro        |                     |
| 147                 | Carlos Alfonso García |                     |
| 148                 | César Macías          |                     |
| 149                 | José Ramón Muñiz      |                     |

| France espoirs FRA | France espoirs FRA | France espoirs FRA |
| ------------------ | ------------------ | ------------------ |
| Num                | Coureur            | Pos                |
| 1                  | Ewen Costiou       |                    |
| 2                  | Thibaud Gruel      |                    |
| 3                  | Noa Isidore        |                    |
| 4                  | Clément Izquierdo  |                    |
| 5                  | Brieuc Rolland     |                    |
| 6                  | Pierre Thierry     |                    |

| Grande-Bretagne espoirs GBR | Grande-Bretagne espoirs GBR | Grande-Bretagne espoirs GBR |
| --------------------------- | --------------------------- | --------------------------- |
| Num                         | Coureur                     | Pos                         |
| 7                           | Joseph Blackmore            |                             |
| 8                           | Matthew Brennan             |                             |
| 9                           | Robert Donaldson            |                             |
| 10                          | Oliver Stockwell            |                             |
| 11                          | Louis Sutton                |                             |
| 12                          | Callum Thornley             |                             |

| Danemark espoirs DEN | Danemark espoirs DEN    | Danemark espoirs DEN |
| -------------------- | ----------------------- | -------------------- |
| Num                  | Coureur                 | Pos                  |
| 13                   | Kasper Andersen         |                      |
| 14                   | Simon Dalby             |                      |
| 15                   | Emil Schandorff Iwersen |                      |
| 16                   | Morten Nørtoft          |                      |
| 17                   | Henrik Pedersen         |                      |
| 18                   | Rasmus Søjberg          |                      |

| Luxembourg espoirs LUX | Luxembourg espoirs LUX | Luxembourg espoirs LUX |
| ---------------------- | ---------------------- | ---------------------- |
| Num                    | Coureur                | Pos                    |
| 19                     | Alexandre Kess         |                        |
| 20                     | Mathieu Kockelmann     |                        |
| 21                     | Mil Morang             |                        |
| 22                     | Noé Ury                |                        |
| 23                     | Arno Wallenborn        |                        |
| 24                     | Mats Wenzel            |                        |

| Belgique espoirs BEL | Belgique espoirs BEL  | Belgique espoirs BEL |
| -------------------- | --------------------- | -------------------- |
| Num                  | Coureur               | Pos                  |
| 25                   | Aaron Dockx           |                      |
| 26                   | William Junior Lecerf |                      |
| 27                   | Robin Orins           |                      |
| 28                   | Alec Segaert          |                      |
| 29                   | Emiel Verstrynge      |                      |
| 30                   | Jarno Widar           |                      |

| Espagne espoirs ESP | Espagne espoirs ESP | Espagne espoirs ESP |
| ------------------- | ------------------- | ------------------- |
| Num                 | Coureur             | Pos                 |
| 31                  | Igor Arrieta        |                     |
| 32                  | Jaume Guardeño      |                     |
| 33                  | Iker Mintegi        |                     |
| 34                  | Iván Romeo          |                     |
| 35                  | Pablo Torres Arias  |                     |

| Pays-Bas espoirs NED | Pays-Bas espoirs NED | Pays-Bas espoirs NED |
| -------------------- | -------------------- | -------------------- |
| Num                  | Coureur              | Pos                  |
| 36                   | Huub Artz            |                      |
| 37                   | Tibor Del Grosso     |                      |
| 38                   | Menno Huising        |                      |
| 39                   | Wessel Mouris        |                      |
| 40                   | Darren van Bekkum    |                      |

| Italie espoirs ITA | Italie espoirs ITA      | Italie espoirs ITA |
| ------------------ | ----------------------- | ------------------ |
| Num                | Coureur                 | Pos                |
| 41                 | Francesco Busatto       |                    |
| 42                 | Davide De Pretto        |                    |
| 43                 | Florian Samuel Kajamini |                    |
| 44                 | Pietro Mattio           |                    |
| 45                 | Giulio Pellizzari       |                    |

| Suisse espoirs SUI | Suisse espoirs SUI       | Suisse espoirs SUI |
| ------------------ | ------------------------ | ------------------ |
| Num                | Coureur                  | Pos                |
| 46                 | Ilian Alexandre Barhoumi |                    |
| 47                 | Fabio Christen           |                    |
| 48                 | Jan Christen             |                    |
| 49                 | Arnaud Tendon            |                    |
| 50                 | Fabian Weiss             |                    |

| Kazakhstan espoirs KAZ | Kazakhstan espoirs KAZ | Kazakhstan espoirs KAZ |
| ---------------------- | ---------------------- | ---------------------- |
| Num                    | Coureur                | Pos                    |
| 52                     | Andrey Remkhe          |                        |
| 53                     | Rudolf Remkhi          |                        |
| 54                     | Nicolas Vinokourov     |                        |

| Colombie espoirs COL | Colombie espoirs COL | Colombie espoirs COL |
| -------------------- | -------------------- | -------------------- |
| Num                  | Coureur              | Pos                  |
| 56                   | Jaider Muñoz         |                      |

| Portugal espoirs POR | Portugal espoirs POR | Portugal espoirs POR |
| -------------------- | -------------------- | -------------------- |
| Num                  | Coureur              | Pos                  |
| 59                   | Daniel Lima          |                      |
| 60                   | Lucas Lopes          |                      |
| 61                   | Alexandre Montez     |                      |
| 62                   | António Morgado      |                      |
| 63                   | Gonçalo Tavares      |                      |

| Pologne espoirs POL | Pologne espoirs POL | Pologne espoirs POL |
| ------------------- | ------------------- | ------------------- |
| Num                 | Coureur             | Pos                 |
| 64                  | Mateusz Gajdulewicz |                     |
| 65                  | Kacper Gieryk       |                     |
| 66                  | Filip Gruszczyński  |                     |

| Tchéquie espoirs CZE | Tchéquie espoirs CZE | Tchéquie espoirs CZE |
| -------------------- | -------------------- | -------------------- |
| Num                  | Coureur              | Pos                  |
| 67                   | Matyáš Kopecký       |                      |
| 68                   | Pavel Novák          |                      |
| 69                   | Tomáš Přidal         |                      |
| 70                   | Daniel Vysočan       |                      |

| Émirats arabes unis UAE | Émirats arabes unis UAE | Émirats arabes unis UAE |
| ----------------------- | ----------------------- | ----------------------- |
| Num                     | Coureur                 | Pos                     |
| 71                      | Mohammad Al Mutaiwei    |                         |
| 72                      | Abdulla Jasim Al-Ali    |                         |

| Australie espoirs AUS | Australie espoirs AUS | Australie espoirs AUS |
| --------------------- | --------------------- | --------------------- |
| Num                   | Coureur               | Pos                   |
| 73                    | Fergus Browning       |                       |
| 74                    | Alastair Mackellar    |                       |
| 75                    | Luke Tuckwell         |                       |

| Norvège espoirs NOR | Norvège espoirs NOR     | Norvège espoirs NOR |
| ------------------- | ----------------------- | ------------------- |
| Num                 | Coureur                 | Pos                 |
| 76                  | Eirik Vang Aas          |                     |
| 77                  | Jonas Høydahl           |                     |
| 78                  | Johannes Kulset         |                     |
| 79                  | Jørgen Nordhagen        |                     |
| 80                  | Embret Svestad-Bårdseng |                     |

| Canada espoirs CAN | Canada espoirs CAN | Canada espoirs CAN |
| ------------------ | ------------------ | ------------------ |
| Num                | Coureur            | Pos                |
| 81                 | Quentin Cowan      |                    |
| 83                 | Michael Leonard    |                    |
| 84                 | Jonas Walton       |                    |

| Allemagne espoirs GER | Allemagne espoirs GER | Allemagne espoirs GER |
| --------------------- | --------------------- | --------------------- |
| Num                   | Coureur               | Pos                   |
| 85                    | Niklas Behrens        |                       |
| 86                    | Julian Borresch       |                       |
| 87                    | Emil Herzog           |                       |
| 88                    | Tim Torn Teutenberg   |                       |
| 89                    | Ole Theiler           |                       |

| Iran espoirs IRI | Iran espoirs IRI | Iran espoirs IRI |
| ---------------- | ---------------- | ---------------- |
| Num              | Coureur          | Pos              |
| 90               | Ali Labib        |                  |

| Slovaquie espoirs SVK | Slovaquie espoirs SVK  | Slovaquie espoirs SVK |
| --------------------- | ---------------------- | --------------------- |
| Num                   | Coureur                | Pos                   |
| 91                    | Dominik Dunár          |                       |
| 93                    | Richard Riška          |                       |
| 94                    | Matthias Schwarzbacher |                       |
| 95                    | Martin Svrček          |                       |

| Slovénie espoirs SLO | Slovénie espoirs SLO | Slovénie espoirs SLO |
| -------------------- | -------------------- | -------------------- |
| Num                  | Coureur              | Pos                  |
| 96                   | Gal Glivar           |                      |
| 97                   | Jaka Marolt          |                      |
| 98                   | Anže Ravbar          |                      |

| Autriche espoirs AUT | Autriche espoirs AUT | Autriche espoirs AUT |
| -------------------- | -------------------- | -------------------- |
| Num                  | Coureur              | Pos                  |
| 99                   | Alexander Hajek      |                      |
| 100                  | Philipp Hofbauer     |                      |
| 101                  | Sebastian Putz       |                      |
| 102                  | Marco Schrettl       |                      |

| Israël espoirs ISR | Israël espoirs ISR | Israël espoirs ISR |
| ------------------ | ------------------ | ------------------ |
| Num                | Coureur            | Pos                |
| 103                | Emry Faingezicht   |                    |

| Suède espoirs SWE | Suède espoirs SWE | Suède espoirs SWE |
| ----------------- | ----------------- | ----------------- |
| Num               | Coureur           | Pos               |
| 104               | Carl Kagevi       |                   |
| 105               | Edvin Lovidius    |                   |
| 106               | Jakob Söderqvist  |                   |

| Maurice espoirs MRI | Maurice espoirs MRI   | Maurice espoirs MRI |
| ------------------- | --------------------- | ------------------- |
| Num                 | Coureur               | Pos                 |
| 107                 | Aurélien de Comarmond |                     |

| Estonie espoirs EST | Estonie espoirs EST | Estonie espoirs EST |
| ------------------- | ------------------- | ------------------- |
| Num                 | Coureur             | Pos                 |
| 109                 | Frank Aron Ragilo   |                     |

| Tunisie espoirs TUN | Tunisie espoirs TUN | Tunisie espoirs TUN |
| ------------------- | ------------------- | ------------------- |
| Num                 | Coureur             | Pos                 |
| 110                 | Mohamed Aziz Dellai |                     |

| Éthiopie espoirs ETH | Éthiopie espoirs ETH | Éthiopie espoirs ETH |
| -------------------- | -------------------- | -------------------- |
| Num                  | Coureur              | Pos                  |
| 115                  | Kiya Rogora          |                      |

| Chili espoirs CHI | Chili espoirs CHI | Chili espoirs CHI |
| ----------------- | ----------------- | ----------------- |
| Num               | Coureur           | Pos               |
| 116               | Héctor Quintana   |                   |
| 117               | Vicente Rojas     |                   |

| Ouzbekistan espoirs UZB | Ouzbekistan espoirs UZB | Ouzbekistan espoirs UZB |
| ----------------------- | ----------------------- | ----------------------- |
| Num                     | Coureur                 | Pos                     |
| 118                     | Nikita Tsvetkov         |                         |

| Uruguay espoirs URU | Uruguay espoirs URU | Uruguay espoirs URU |
| ------------------- | ------------------- | ------------------- |
| Num                 | Coureur             | Pos                 |
| 122                 | Ciro Pérez          |                     |

| Costa Rica espoirs CRC | Costa Rica espoirs CRC | Costa Rica espoirs CRC |
| ---------------------- | ---------------------- | ---------------------- |
| Num                    | Coureur                | Pos                    |
| 125                    | Dylan Jiménez          |                        |
| 126                    | Donovan Ramírez        |                        |

| Érythrée espoirs ERI | Érythrée espoirs ERI | Érythrée espoirs ERI |
| -------------------- | -------------------- | -------------------- |
| Num                  | Coureur              | Pos                  |
| 127                  | Awet Aman            |                      |
| 129                  | Aklilu Arefayne      |                      |

| Brésil espoirs BRA | Brésil espoirs BRA | Brésil espoirs BRA |
| ------------------ | ------------------ | ------------------ |
| Num                | Coureur            | Pos                |
| 132                | Andrey Braguini    |                    |

| Finlande espoirs FIN | Finlande espoirs FIN | Finlande espoirs FIN |
| -------------------- | -------------------- | -------------------- |
| Num                  | Coureur              | Pos                  |
| 135                  | Axel Källberg        |                      |

| Lettonie espoirs LAT | Lettonie espoirs LAT   | Lettonie espoirs LAT |
| -------------------- | ---------------------- | -------------------- |
| Num                  | Coureur                | Pos                  |
| 136                  | Kristiāns Belohvoščiks |                      |

| Grèce espoirs GRE | Grèce espoirs GRE   | Grèce espoirs GRE |
| ----------------- | ------------------- | ----------------- |
| Num               | Coureur             | Pos               |
| 137               | Nikifóros Arvanítou |                   |

| Bermudes espoirs BER | Bermudes espoirs BER | Bermudes espoirs BER |
| -------------------- | -------------------- | -------------------- |
| Num                  | Coureur              | Pos                  |
| 138                  | Nicholas Narraway    |                      |

| Chine espoirs CHN | Chine espoirs CHN | Chine espoirs CHN |
| ----------------- | ----------------- | ----------------- |
| Num               | Coureur           | Pos               |
| 141               | Sun Changsheng    |                   |

| Athlètes individuels neutres AIN | Athlètes individuels neutres AIN | Athlètes individuels neutres AIN |
| -------------------------------- | -------------------------------- | -------------------------------- |
| Num                              | Coureur                          | Pos                              |
| 143                              | Egor Igoshev (RUS)               |                                  |

| Mexique espoirs MEX | Mexique espoirs MEX   | Mexique espoirs MEX |
| ------------------- | --------------------- | ------------------- |
| Num                 | Coureur               | Pos                 |
| 146                 | Isaac Del Toro        |                     |
| 147                 | Carlos Alfonso García |                     |
| 148                 | César Macías          |                     |
| 149                 | José Ramón Muñiz      |                     |